# Clearasil
Clearasil är ett varumärke för hudvård. Clearasil skapades i USA 1950 av Ivan Combe och kemisten Kedzie Teller. Det var då den första dermatologiska produkten för ung hud för att motverka finnar (acne). Märket blev snabbt populärt genom reklamen i TV-programmet American Bandstand.